# Rhodostrophia peregrina
Rhodostrophia peregrina là một loài bướm đêm trong họ Geometridae.